# Aqesri
Aqesri  (in arabo اقصري‎?) è un centro abitato e comune rurale del Marocco situato nella prefettura di Agadir-Ida ou Tanane, regione di Souss-Massa. Conta una popolazione di 4 128 abitanti (censimento 2014).